# Розенталь, Лейзер-Дувид
Ле́йзер-Ду́вид Ро́зенталь (идиш אליעזר דוד ראָזנטאל‎, ивр. א.ד. רוזנטל‎, Элиезер Давид, Лейзер-Довид; 23 июня 1856, Хотин, Бессарабская область — 1932, Одесса) — еврейский прозаик, переводчик и педагог, журналист. Писал на идише и иврите.

## Биография
В 1861 году переехал с родителями в Теленешты, где жил до 1918 года. Учился в хедере, самостоятельно изучил русский и немецкий языки.
С 1880-х годов публиковался в издававшемся писателем Мордхе Спектором на идише сборнике «Хойз-Фрайнд» (Друг семьи).
С 1890-х годов публиковался в газетах «Дер Юд», «Момент» и других. Сотрудничал с одесской газетой «Дос лэбн» (Жизнь), которую выпускал Мордхе Спектор. В 1904 году в библиотечке этой газеты под редакцией Л.-Д. Розенталя вышла серия книг из пяти выпусков среди прочего с его собственными переводами рассказов и повестей Максима Горького, А. П. Чехова, Брета Гарта.
В 1918—1919 годах работал учителем в местечке Теплик, где стал свидетелем еврейских погромов. Собранные им документальные материалы об этих и других погромах на Украине были опубликованы на иврите в 1927—1931 годах в Тель-Авиве и Иерусалиме, а также частично на идише в различных периодических изданиях. С 1919 года и до конца своих дней жил в Одессе.

## Семья
Племянник — писатель Золмен Розенталь.

## Публикации
- יודיש (Юдиш, рассказы, идиш). Еврейская библиотека «Дас Лейбен». Печатано в типо-литографии Э. Шлиомовича в Кишинёве. Одесса: Книго-издательство «Ариэль», 1904[5].
- געקליבענע װערק (избранные произведения, идиш). Одесса: Дос лэбн, 1913.
- כתבי א'ד רוזנטל (Ктиве Э. Д. Розенталь — избранное, иврит). Одесса: Дос лэбн, 1914.
- טעטיעווער חרבן (Тетьевер хурбм — погромы в Тетиеве, идиш). Нью-Йорк: אמעריקאנער פארשטייערשאפט פון אלרוסלענדערשן אידישן געזעלשאפטליכן קאמיטעט אידגעזקאם — Ameriḳaner forshṭayershafṭ fun Alruslendershn Idishn gezelshafṭlikhn ḳomiṭeṭ (Idgezḳom), 1922.
- טעטיעווער חרבן (Тетьевер хурбм — погромы в Тетиеве, идиш). Москва: צענטראלער פעלקער-פארלאג פון פ.ס.ס.ר — Центральное издательство народов СССР (Центроиздат), 1924.
- מגלת הטבח: חומר לדברי ימי הפרעות וחטבח ביהודים באוקראינה, ברוסיה הגדולה וברוסיה הלבנה (Мегилат ха-Тева, иврит). Серия сборников в трёх выпусках. Иерусалим и Тель-Авив, 1927—1931[6].